# Mesosemia martha
Mesosemia martha är en fjärilsart som beskrevs av Prittwitz 1865. Mesosemia martha ingår i släktet Mesosemia och familjen Riodinidae. Inga underarter finns listade i Catalogue of Life.